# Câncer ovariano
Cancro do ovário (português europeu) ou câncer ovariano (português brasileiro) é o cancro que se forma nos ovários. Caracteriza-se pela presença de células anormais que têm a capacidade de invadir ou de se espalhar para outras partes do corpo. Na fase inicial da doença podem não se manifestar sintomas ou os sintomas serem vagos e imperceptíveis. À medida que a doença avança, os sintomas vão-se tornando mais percetíveis. Entre os sintomas estão a sensação de distensão abdominal, dores na região pélvica, inchaço abdominal e perda de apetite, entre outros. Entre as regiões mais comuns para onde o cancro se espalha estão o revestimento do abdómen, o revestimento do intestino e da bexiga, gânglios linfáticos, pulmões e fígado.
O risco de cancro dos ovários é maior nas mulheres que mais ovularam ao longo da vida. Entre este grupo estão as mulheres que nunca tiveram filhos, que começaram a ovular mais cedo ou que atingiram a menopausa mais tarde na vida. Entre outros fatores de risco estão a terapia hormonal após a menopausa, os medicamentos de fertilidade e a obesidade. Entre os fatores que diminuem o risco estão a contraceção hormonal, a laqueadura e a amamentação. Cerca de 10% dos casos estão relacionados com um risco genético hereditário. As mulheres com mutações dos genes BRCA1 ou BRCA2 têm 50% de probabilidade de desenvolver a doença. O carcinoma do ovário é o tipo mais comum de cancro do ovário e corresponde a 95% dos casos. Existem cinco principais subtipos de carcinoma do ovário, dos quais os carcinomas serosos são os mais comuns. Acredita-se que estes tumores tenham origem nas células que revestem os ovários, embora alguns se possam formar nas trompas de Falópio. Entre os tipos menos comuns de cancro do ovário estão os tumores de células germinativas e os tumores dos cordões sexuais. O diagnóstico de cancro do ovário pode ser confirmado por biópsia de uma amostra de tecido, geralmente recolhida através de cirurgia.
Não está recomendado o rastreio em mulheres de risco normal, uma vez que as evidências não apoiam que diminua a mortalidade e a elevada taxa de falsos positivos pode levar a cirurgias desnecessárias, as quais apresentam uma série de riscos. Nos grupos de risco elevado é possível remover os ovários como medida preventiva. Quando é detetado e tratado numa fase inicial, o cancro do ovário pode ser curado. O tratamento geralmente consiste numa combinação de cirurgia, radioterapia e quimioterapia. O prognóstico depende da extensão da doença e do subtipo de cancro presente. Nos Estados Unidos, a taxa média de sobrevivência a cinco anos é de 45%. O prognóstico é pior nos países em vias de desenvolvimento.
Em 2012 registaram-se 239 000 novos casos da doença. Em 2015, cerca de 1,2 milhão de mulheres viviam com cancro do ovário, tendo a doença sido responsável por 161 000 mortes em todo o mundo. É o sétimo cancro mais comum entre mulheres e a oitava causa mais comum de morte por cancro. A idade média de diagnóstico é aos 63 anos. A morte por cancro do ovário é mais comum na América do Norte e na Europa do que em África e na Ásia.

## Tipos
Cânceres primários em ovário(s):
- Tumores epiteliais (adenocarcinoma): começam na fina camada de tecido que reveste os ovários. Cerca de 90 por cento dos cânceres de ovário são epiteliais. Podem ser pouco ou muito malignos. São divididos em:
  - Tumores serosos: Adenocarcinomas serosos são os cânceres de ovário mais comuns. No momento do diagnóstico, geralmente têm um tamanho médio de 15 cm, e em muitos casos são bilaterais. Tem mal prognóstico, com apenas 21% de sobrevivência em 5 anos.
  - Tumores mucinosos: Representam 15% dos tumores ovarianos malignos. Seu nome deriva do que produzem mucina (muco) que se espalha por toda a cavidade peritoneal. Eles aparecem em mulheres mais jovens, geralmente diagnosticada em estágios iniciais e têm um prognóstico melhor do que serosa. Bom prognóstico com 77% de sobrevivência em 5 anos.
  - Limítrofes ("Boderline"): Representam 30% dos casos. Lentos e pouco invasivos, tem o melhor prognóstico com 98% de sobrevivência em 5 anos.
  - Tumores endometrioides: Têm uma aparência sólida e escura. Em metade dos casos são bilaterais e representam 15-25% dos casos. Bom prognóstico com 77% de sobrevivência em 5 anos.
  - Tumores de células claras: Suas células têm uma aparência clara ao microscópio. Representam 5% dos cânceres de ovário são deste tipo. Eles são bilaterais em 20-40% dos casos. Cerca de 60% sobrevivem mais de 5 anos com esse câncer.

- Tumores do estroma: começam no tecido ovariano que contém células produtoras de hormônios femininos, as células da teca e da granulosa. Estes tumores são geralmente diagnosticados numa fase mais precoce do que outros tumores ovarianos. Cerca de 7-8% dos tumores ovarianos são estromais. Aparecem em mulheres mais jovens e o prognóstico é bom com 88% de sobrevivência em 5 anos.[16]

- Tumores de células germinativas: começam nos óvulos, as células reprodutivas (germinativas) do ovário. São incomuns e tendem a ocorrer mais frequentemente em mulheres mais jovens em idade. São divididos em subtipos:
  - Disgerminoma
  - Tumor mulleriano,
  - Carcinoma embrionário,
  - Tumor do seio endodérmico,
  - Coriocarcinoma não-gestacional,
  - Teratoma imaturo e,
  - Tumor de células germinativas misto.

## Sinais e sintomas

Câncer de ovário em estágio 1. Localizado (In situ).

Os sinais e sintomas do câncer de ovário são frequentemente sutis ou imperceptíveis, mas podem incluir:
- Fadiga
- Inchaço abdominal
- Perda de peso
- Dor abdominal ou pélvica
- Desconforto durante o sexo
- Constipação
- Alterações menstruais

Na maioria dos casos, esses sintomas persistem durante vários meses, antes de serem reconhecidos e diagnosticados, podendo ser confundidos com uma condição tal como síndrome do cólon irritável.

## Fatores de risco

No segundo estágio, o câncer invade trompas uterinas, líquido abdominal, bexiga e gânglios linfáticos.

A maioria dos fatores de risco para câncer de ovário são de natureza hormonal. Não ter filhos (nuliparidade) é um fator de risco para o câncer de ovário, provavelmente porque a ovulação não foi suprimida durante a gravidez e mais ovulação significa menos óvulos mais rápido. Outros fatores de risco para seu desenvolvimento incluem:
- Histórico familiar de cânceres da mulher (de mama, útero, cérvix ou ovário),
- Menarca precoce,
- Menopausa tardia,
- Obesidade,
- Terapias hormonais prolongadas (andrógenos, estrógenos, clomifeno...),
- Idade avançada.

São consideradas pacientes de risco as mulheres portadoras de mutações nos genes BRCA1 e BRCA2, cuja chance de desenvolver câncer pode chegar a mais de 50%, sendo por isso recomendada a retirada dos ovários e das tubas uterinas depois de terem a quantidade de filhos que desejam ter ou no pré-menopausa(entre os 35 e 50 anos). Até muito recentemente, o único fator de risco conhecido era o número de ovulações: quanto maior, maior era o risco de câncer de ovário; isto motivou uma única medida preventiva: a diminuição no número de ovulações, com o uso de pílulas anticoncepcionais. Porém existem fortes evidências de que os únicos tumores realmente originados nos ovários sejam os tumores das células germinativas. Já os tumores epiteliais são, na sua grande maioria, originados em outros sítios e implantados precocemente nos ovários.
Há, igualmente, estudos que indicam a associação entre a síndrome do ovário policístico (SOP) e o câncer ovariano.

## Diagnóstico
O diagnóstico do câncer de ovário começa com um exame físico (incluindo um exame pélvico), um exame de sangue (para CA-125 e às vezes outros marcadores) e ultrassonografia transvaginal.

## Tratamento
Os principais tratamentos para o câncer de ovário são:
- Ooforectomia (Remover um ou ambos ovários)
- Histerectomia parcial ou total (remover útero, cérvix e trompas)
- Quimioterapia
- Radioterapia
- Terapia hormonal para corrigir desbalances
- Outras terapias localizadas

## Pesquisa
Em 2014, pesquisadores criaram, em um rato, o primeiro modelo do carcinoma de células claras de ovário, usando dados do atlas do genoma do câncer humano. Eles mostraram que, quando os genes PIK2CA e ARID1A são mutados de modo específico, o resultado é câncer do ovário em 100 por cento das vezes. Também mostraram que uma droga conhecida pode suprimir o crescimento dos tumores